# Вероника анагалисовидная
Вероника анагалисовидная, или Вероника анагалисовая (лат. Veronica anagallidiformis) — однолетнее или многолетнее травянистое растение, вид рода Вероника (Veronica) семейства Подорожниковые (Plantaginaceae).

## Распространение и экология
Ареал вида охватывает Белоруссию, Украину, Закавказье и Среднюю Азию. На территории России растение встречается в европейской части и на Северном Кавказе, в Восточной Сибири, Новосибирской и Омской областях.
Произрастает у воды или в стоячих водах, в лесной, лесостепной и степной зонах; на солонцеватых и поемных лугах.

## Ботаническое описание
Стебли высотой 15—50 (до 80) см, голые или реже с редкими волосками, при основании восходящие или прямостоячие, полые, слабо четырёхгранные, заканчивающиеся листьями.
Листья сидячие, полустеблеобъемлющие, горизонтально отклонённые, яйцевидные до ланцетных, длиной 20—50 мм, шириной 12—25 мм, заострённые или туповатые, большей частью цельнокрайные или пильчато-зубчатые.
Соцветие рыхлое, железистое или голое, кисти боковые выходят из пазух супротивных листьев, более менее отклонённые, рыхлые; цветоножки и плодоножки горизонтально отстоящие, часто с загнутыми внутрь коробочками, крепкие, несколько длиннее коробочек и тупых вытянутых прицветников, утолщенные. Чашечка четырёхраздельная с тупыми ланцетно-яйцевидными долями, короче или иногда равными коробочке; венчики от беловатых с красными жилками до грязно-фиолетовых, шириной не больше 4—5 мм.
Коробочка округло-эллиптическая, в длину несколько меньше, чем в ширину, немного превышает чашечку, с боков не сплюснутая, на верхушке тупая, с очень маленькой острой выемкой. Семена длиной 0,5 мм.

## Таксономия
Вид Вероника анагалисовидная входит в род Вероника (Veronica) семейства Подорожниковые (Plantaginaceae) порядка Ясноткоцветные (Lamiales).
|  |                                      |  |                                                             |                                                             |                          |  | ещё 21 семейство (согласно Системе APG II) | ещё 21 семейство (согласно Системе APG II) |                              |  |  |  | ещё от 300 до 500 видов |
|  |                                      |  |                                                             |                                                             |                          |  | ещё 21 семейство (согласно Системе APG II) | ещё 21 семейство (согласно Системе APG II) |                              |  |  |  | ещё от 300 до 500 видов |
|  |                                      |  |                                                             | порядок Ясноткоцветные                                      |                          |  |                                            |                                            | род Вероника                 |  |  |  |                         |
|  |                                      |  |                                                             | порядок Ясноткоцветные                                      |                          |  |                                            |                                            | род Вероника                 |  |  |  |                         |
|  | отдел Цветковые, или Покрытосеменные |  |                                                             |                                                             | семейство Подорожниковые |  |                                            |                                            | вид Вероника анагалисовидная |  |  |  |                         |
|  | отдел Цветковые, или Покрытосеменные |  |                                                             |                                                             | семейство Подорожниковые |  |                                            |                                            |                              |  |  |  |                         |
|  |                                      |  | ещё 44 порядка цветковых растений (согласно Системе APG II) | ещё 44 порядка цветковых растений (согласно Системе APG II) |                          |  |                                            | ещё 90 родов                               | ещё 90 родов                 |  |  |  |                         |
|  |                                      |  |                                                             | ещё 44 порядка цветковых растений (согласно Системе APG II) |                          |  |                                            |                                            | ещё 90 родов                 |  |  |  |                         |